# Linde Lazer
Miko Viljami Lindström (* 12. srpna 1976 Klaukkala, Finsko), též známý jako Lily Lindy Lazer nebo Daniel Lioneye, je finský kytarista. Společně s Villem Valem se proslavil jako člen skupiny HIM, v níž působil od roku 1995 do roku 2017, kdy HIM odehrála svůj poslední koncert. HIM vydala celkem osm studiových alb a stala se historicky jednou z komerčně nejúspěšnějších finských kapel. Lindström zároveň vydal tři alba se svou vlastní kapelou Daniel Lioneye, kterou založil v roce 2001 s Valem a baskytaristou Mikkem Paananenem. Roku 2018 spoluzaložil hudební skupinu Flat Earth.